# Preludia op. 32 (Rachmaninow)
Preludia op. 32 – zbiór trzynastu preludiów na fortepian skomponowany przez Siergieja Rachmaninowa w 1910. Premiera cyklu odbyła się 5 grudnia 1911 w Petersburgu w wykonaniu kompozytora. Czas trwania utworów wynosi ok. 40 minut.

## Lista utworów
(opracowano na podstawie materiału źródłowego)
1. C-dur (Allegro vivace)
2. b-moll (Allegretto)
3. E-dur (Allegro vivace)
4. e-moll (Allegro con brio)
5. G-dur (Moderato)
6. f-moll (Allegro appassionato)
7. F-dur (Moderato)
8. a-moll (Vivo)
9. A-dur (Allegro moderato)
10. h-moll (Lento)
11. H-dur (Allegretto)
12. gis-moll (Allegro)
13. Des-dur (Grave)